# Pàvel Sivakov
Pàvel Alekséievitx Sivakov (en rus Павел Алексеевич Сиваков) (11 de juliol de 1997) és un ciclista rus, professional des del 2017. Tot i tenir doble nacionalitat russa i francesa des del 2017, des del 4 de març de 2022 competeix amb una llicència francesa. En el seu palmarès destaca la victòria al Giro Ciclistico d'Itàlia de 2017 i la Volta a Polònia del 2019. Actualment corre amb l'equip UAE Team Emirates XRG.
És fill dels també ciclistes Aleksei Sivakov i Aleksandra Koliàsseva.

## Palmarès
- 2014
  - 1r a la Ronde des vallées i vencedor d'una etapa
- 2015
  -  Campió de Rússia júnior en contrarellotge
  - 1r al Tour de Flandes júnior
  - 1r a la Volta a l'Alta Àustria júnior i vencedor d'una etapa
- 2017
  - 1r a la Ronda de l'Isard d'Arieja i vencedor de 2 etapes
  - 1r al Giro Ciclistico d'Itàlia
  - 1r al Giro de la Vall d'Aosta i vencedor d'una etapa
  - Vencedor d'una etapa al Tour de l'Avenir
- 2019
  - 1r al Tour dels Alps i vencedor d'una etapa
  - 1r a la Volta a Polònia
- 2022
  - 1r a la Volta a Burgos
- 2023
  - 1r al Giro de Toscana
- 2024
  - Vencedor d'una etapa al Giro dels Abruzzos
- 2025
  - 1r  de la general a la Volta a Andalusia[5]

### Resultats a la Volta a Espanya
- 2018. Abandona (14a etapa)
- 2022. No surt (11a etapa)
- 2024. 9è de la classificació general

### Resultats al Giro d'Itàlia
- 2019. 9è de la classificació general
- 2021. No surt (6a etapa)
- 2022. 16è de la classificació general
- 2023. Abandona (11a etapa)

### Resultats al Tour de França
- 2020. 87è de la classificació general
- 2024. 34è de la classificació general